# Procesos fotográficos

## Procesos fotográficos siglo XIX
Las técnicas fotográficas que aparecen en el siglo XIX,comienzan con la aparición de la cámara estenopeica. Esta cámara sin lente consiste en producir una imagen nítida a través de un pequeño orificio, imagen que en un principio los pintores utilizaban para calcar las imágenes. Los procesos fotográficos surgen con la necesidad de plasmar las imágenes. Que se obtenían con las cámaras estenopeicas en un soporte sin necesidad de calcarlo. Hasta que en 1893 se comienzan a fabricar por kodak las películas fotográficas, se investigaron diferentes materiales de los que surgen las diferentes técnicas del siglo xix que son de gran importancia ya que representan los primeros pasos de la fotografía actual y representan la fotografía del siglo XIX.

## Historia
En el año 1822, el científico francés Nicéphore Niepce obtuvo unas primeras imágenes fotográficas pero la fotografía más antigua que se conserva es una reproducción de la imagen conocida como Vista desde la ventana en Le Gras, obtenida en 1824 con la utilización de una cámara oscura y una placa de peltre recubierta en betún.
Cuando Niepce comenzó sus investigaciones necesitaba un poco más de ocho horas de exposición, a plena luz del día, para obtener sus imágenes. En 1827, Niepce entra en contacto con Daguerre, quien se interesa por su invento e insiste en un acuerdo de trabajo para que le revele su procedimiento, el cual logra firmar con Niepce poco antes de su muerte en 1833. Desde entonces, Daguerre continúa sus experimentaciones y en 1839 con la presentación del daguerrotipo en Francia; no tardaron mucho en llegar a Canarias los nuevos procedimientos de captación de imagen, y así en nuestros fondos disponemos de daguerrotipos que datan de 1847, apenas 8 años después de su presentación oficial en París. Su proceso para la obtención de fotografías sobre una superficie de plata pulida, a la que denominó daguerrotipo. Resolvía algunos problemas técnicos del procedimiento inicial de Niepce y reducía los tiempos necesarios de exposición, para hacerlo más adecuado a los fines del retrato de personas.
Diversos procesos fotográficos fueron tan determinantes que durante tiempo dominaron las producciones fotográficas. Por ello la historia de la fotografía puede abordarse, para su estudio, en grandes períodos según la técnica dominante. Etapas en la evolución técnica de la fotografía que, lógicamente, presentaron diversas particularidades según los países y las variedades técnicas de que se trate.
De forma general podemos considerar el período de los daguerrotipos, los ambrotipos y los ferrotipos entre 1839 y 1855; la etapa de los negativos de colodión húmedo sobre vidrio y las copias a la albúmina, de 1855 a 1880; el período de negativos en gelatina sobre vidrio y de copias por ennegrecimiento directo en papel de fabricación industrial entre 1880 y 1910; el de los negativos en nitrocelulosa y otras variantes de plástico y de las copias de revelado químico en papeles a la gelatina, entre 1910 y 1970. Y finalmente, por ahora, la fotografía en color cromógeno desde 1970 hasta hoy, así como la fotografía digital que desde 1981 avanza rabiosamente amenazando con desplazar a la fotografía químico-analógica

## Procesos fotográficos
El proceso fotográfico se configura como un conjunto de procedimientos y procesos químicos y foto-químicos que conducen a la obtención de las fotografías; siendo posible identificar cada uno de dichos procesos que determinan la estructura y los materiales empleados en la obtención de cada fotografía considerada individualmente. En los inicios de la fotografía todo el proceso era realizado por el fotógrafo, que en su casa o en su estudio se valía de materiales como el cobre, el papel, el vidrio, sales de plata y poco más para obtener las imágenes fotográficas.

## Diferentes técnicas del siglo XIX
Fueron varios los procesos y técnicas que se desarrollaron a lo largo del siglo xix hasta llegar a la emulsión. Algunos de los más importantes son:

### Daguerrotipos
El daguerrotipo, también conocido como "daguerreotipo", fue el primer procedimiento fotográfico anunciado y difundido oficialmente en el año 1839. Fue desarrollado y perfeccionado por Louis Daguerre, a partir de las experiencias previas inéditas de Niépce (antes de 1826), y dado a conocer en París, en la Academia de Ciencias de Francia.

### Cianotipia
Cianotipia es un antiguo procedimiento fotográfico monocromo, que conseguía
una copia del original en un color azul de Prusia, llamada cianotipo (blueprint,
en inglés).
Con el nombre de copia al ferroprusiato se utilizó mucho en la copia de planos de arquitectura hasta que aparecieron las copias heliográficas que se revelaban con vapores de amoníaco y tenían un color rojizo, y que ya no requerían engorrosos procesos de enjuagado. En la década de 1980, estas últimas fueron superadas por las copias xerográficas, que ya no requerían originales en papel de calco

### Carbón directo
Se caracteriza por no tener plata, la imagen se forma por un pigmento disperso en la gelatina cuyo principio nada tiene que ver con el de las sales de plata, la sustancia sensible a la luz es la gelatina impregnada en sales de cromo, que endurece y mantiene al pigmento impregnado en las zonas expuestas a la luz solar

### Goma bicromatada
La goma bicromatada es una técnica de impresión fotográfica inventada a mediados del siglo XIX y considerada como uno de los tipos de impresiones nobles.
Está basada en la propiedad de las sales de cromo (principalmente bicromato potásico y amónico) que al mezclarse con la goma arábiga se vuelve insoluble al ser expuesta a la luz ultravioleta o a la luz solar. A esta emulsión fotosensible se le añade un pigmento soluble en agua (acuarela, tinta china o gouache) que da el tono y color a la copia sobre papel, tela u otros materiales porosos.

### Albumina
La copia en papel a la albúmina era un procedimiento fotográfico de positivado en papel, por contacto directo, a partir de un negativo (generalmente de vidrio al colodión húmedo). Entre los años 1860 y 1890 fue el tipo de copia positiva más utilizada por los fotógrafos. Se empleó mucho para los retratos de estudio, en formato de tarjeta, y también para el tiraje de copias de vistas de ciudades, monumentos y obras de arte este sistema de copia sobre dos capas fue desarrollado en Francia y estuvo en uso comercial hasta finales del XIX

### Ferrotipo
El Ferrotipo es una fotografía hecha por la creación de un positivo directo sobre una hoja de metal, generalmente de hierro o de acero que es ennegrecido por la pintura, lacado o esmaltado y es usado como un soporte para una emulsión fotográfica de colodión.
Los fotógrafos habitualmente trabajaban fuera en ferias, carnavales etc, y como el apoyo del ferrotipo (sin usar el estaño actual) es resistente y no necesita secado, se pueden producir fotografías instantáneas en pocos minutos después de tomarla

### Marrón van dyke
Es un proceso fotográfico que utiliza una nueva fórmula uniendo su sencillez con unos
resultados de alta calidad y gran estabilidad. 
Este proceso tiene un acabado similar a las copias al platino, por lo cual también se
le conoce con el nombre de  "proceso simil-platino".

## Nicéphore Niépce y Daguerre
El primer procedimiento fotográfico o heliográfico fue inventado por Niépce hacia 1824. Las imágenes eran obtenidas con betún de Judea, extendido sobre una placa de plata, luego de un tiempo de exposición de varios días.
En 1829, Niépce asocia a Louis Jacques Mandé Daguerre en sus investigaciones.
En 1832, ponen a punto, a partir del residuo de la destilación de la esencia de lavanda, un segundo procedimiento que produce imágenes con un tiempo de exposición de un día entero.
Niépce muere en 1833. Daguerre continúa trabajando con los apuntes de Niépce y en 1838, el daguerrotipo, bajo su nombre, es el primer procedimiento que comprende una etapa ya existente de revelado inédita. Una placa de plata recubierta de una fina capa de ioduro de plata era expuesta en la cámara oscura y luego sometida a la acción de vapores de urano que provocaban la aparición de la imagen latente invisible, formada en el curso de la exposición a la luz.
Este revelado consistía en una gran amplificación del efecto de la luz, con lo cual el tiempo de exposición no pasaba de los 25 minutos. El fijado era obtenido por inmersión de aluros de plata, saturada de contraste y baja exposición.